# Paul Keller (Mineraloge)
Paul Keller (* 27. Juli 1940 in Sărata, Rumänien; † 4. November 2022 in Stuttgart) war ein deutscher Mineraloge und Spezialist für Mineralisationen in Granitpegmatiten, Kristallchemie der oxidischen Minerale sowie für das Vorkommen und die Genese oxidischer Sekundärminerale. Er lebte in Stuttgart in Baden-Württemberg.

## Leben und Wirken
Paul Keller studierte Mineralogie an der Technischen Hochschule Stuttgart, der späteren Universität Stuttgart, und war hier ein Schüler von Johannes-Erich Hiller. Nach dem Studium und der 1967 erfolgten Promotion mit dem Thema Quantitative, röntgenographische Phasenanalyse verschiedener Rosttypen wurde er Akademischer Rat am Mineralogischen Institut der Universität. Am 7. Februar 1973 habilitierte sich Keller an der Universität Stuttgart mit einer Arbeit über die Kristallchemie der Phosphat- und Arsenatminerale unter besonderer Berücksichtigung der Kationen-Koordinationspolyeder und des Kristallwassers und erhielt vom Fachbereich Geo- und Biowissenschaft die Lehrberechtigung (venia legendi) für das Fach Mineralogie. Die Habilitationsschrift erschien in vier Teilen in den deutschen Wissenschaftsmagazinen Neues Jahrbuch für Mineralogie – Monatshefte bzw. Neues Jahrbuch für Mineralogie – Abhandlungen.
Im Jahre 1980 wurde er zum Professor für Mineralogie am Institut für Mineralogie und Kristallchemie der Universität Stuttgart ernannt. Von seiner Ernennung bis zu seiner Emeritierung 2006 vertrat Keller in Stuttgart die Kristallographie und die Kristallchemie mit den Schwerpunkten Genese und Strukturaufklärung oxidischer Minerale, theoretische Kristallchemie sowie Mineral- und Rohstoffvorkommen in Pegmatiten. Im selben Zeitraum betreute er die Mineralogische Sammlung des Instituts für Mineralogie und Kristallchemie. Keller war Dekan der Fakultät für Geo- und Biowissenschaften der Universität Stuttgart.
Ab 1987 war Paul Keller als Nachfolger von Sigmund Koritnig deutscher Vertreter und stimmberechtigtes Mitglied in der „Commission on New Minerals and Mineral Names“ (CNMMN) der International Mineralogical Association (I.M.A.). Dieses Amt nahm er bis April 2016 wahr – seitdem hat diese Aufgabe Thomas Witzke übernommen.
Seine Forschungsgebiete waren:
- Korrosionsprodukte des Eisens
- Kristallchemie der oxidischen Minerale, insbesondere der Phosphat- und Arsenatminerale, sowie Kristallstrukturbestimmung oxidischer Minerale
- Granitpegmatite und deren Mineralisationen, insbesondere der Phosphate, sowie Genese und Lagerstättenbildung und das Skelettwachstum von Phosphatmineralen
- Tonmineralogie zur Lösung ingenieurgeologischer Probleme wie Ermittlung des Verwitterungsgrades von Tonsteinen, röntgenographische Tonmineral- und Sedimentuntersuchungen sowie Gips/Anhydrit- und Ettringit/Thaumasit-Bestimmung
- Vorkommen und Genese oxidischer Sekundärminerale, speziell der Lagerstätte Tsumeb/Namibia, was zu zahlreichen Erstbeschreibungen von Mineralen führte.

Als Autor von mehr als einhundert Veröffentlichungen über neue Minerale, deren Kristallchemie, Kristallographie und Mineralogie war Keller einer der produktivsten und erfolgreichsten Erstbeschreiber von Mineralen in Deutschland. Allein oder zusammen mit Fachkollegen war er an der Entdeckung und Beschreibung von 22 neuen Mineralen beteiligt. Dazu zählen:
1. 1979 der Queitit zusammen mit Pete J. Dunn und Heinz Hess[11]
2. 1979 der Koritnigit zusammen mit Heinz Hess, Peter Süsse, Günter Schnorrer und Pete J. Dunn[12]
3. 1979 der Warikahnit zusammen mit Heinz Hess und Pete J. Dunn[13]
4. 1979 der Giniit[14]
5. 1981 der Otjisumeit zusammen mit Heinz Hess und Pete J. Dunn[15]
6. 1981 der Jamesit zusammen mit Heinz Hess und Pete J. Dunn[16]
7. 1981 der O’Danielit zusammen mit Heinz Hess, Pete J. Dunn und Dale E. Newbury[17]
8. 1981 der Bartelkeit zusammen mit Heinz Hess und Pete J. Dunn[18]
9. 1981 der Lammerit zusammen mit Werner H. Paar und Pete J. Dunn[19]
10. 1982 der Johillerit zusammen mit Heinz Hess und Pete J. Dunn[20]
11. 1982 der Plumbotsumit zusammen mit Pete J. Dunn[21]
12. 1982 der Arsendescloizit zusammen mit Pete J. Dunn[22]
13. 1984 der Scotlandit zusammen mit Werner H. Paar, Richard S. W. Braithwaite und Tzong Tzy Chen[23]
14. 1986 der Mathewrogersit zusammen mit Pete J. Dunn[24]
15. 1986 der Chenit zusammen mit Werner H. Paar, Kurt Mereiter, Richard S. W. Braithwaite und Pete J. Dunn[25]
16. 1986 der Zinkroselith zusammen mit John Innes und Pete J. Dunn[26]
17. 1990 der Damarait zusammen mit Alan J. Criddle, Chris J. Stanley und John Innes[27]
18. 1991 der Barstowit zusammen mit Chris J. Stanley, Gary C. Jones, Alan D. Hart, David Lloyd[28]
19. 1997 der Staněkit zusammen mit François Fontan, Francisco Velasco Roldan und Joan Carles Melgarejo I Draper[29]
20. 2001 der Ekatit[30]
21. 2005 der Ferrorosemaryit zusammen mit Frédéric Hatert, Pierre Lefèvre, André-Mathieu Fransolet, Marie-Rose Spirlet, Leila Rebbouh und François Fontan[31]
22. 2007 der Joosteit zusammen mit François Fontan, Francisco Velasco Roldan, Philippe de Parseval[32]

Aus der „Tsumeb Mine“ bei Tsumeb in Namibia stammen dabei 13 der 22 von Keller erstbeschriebenen Minerale, fünf weitere wurden aus anderen namibischen Lokalitäten erstbeschrieben. Bereits daran ist zu erkennen, dass Keller einen großen Teil seiner wissenschaftlichen Arbeit Fundstellen in Namibia und dort vor allem den Mineralen der „Tsumeb Mine“ widmete. Über diese Lokalität verfasste er auch mehrere ausführliche Arbeiten.
In der Pegmatitforschung lag sein Hauptaugenmerk ebenfalls auf den Pegmatiten in Namibia. Über die zentralnamibischen Pegmatite in der Umgebung von Usakos und Karibib publizierte er zusammenfassende Artikel. Drei der von ihm erstbeschriebenen Minerale sind Phasen aus zentralnamibischen Pegmatiten.
Zusammen mit André-Mathieu Fransolet und François Fontan untersuchte Keller die Aluminiumphosphate der Pegmatite „Rubindi“ und „Kabilizi“ bei Gatumba in Ruanda. Pegmatite in Spanien, z. B. „Cañada“ bei Salamanca und „Pinilla de Fermoselle“ bei Zamora, bearbeitete er zusammen mit Encarnación Roda, Alfonso Pesquera und François Fontan.
Eine Zusammenstellung der Veröffentlichungen von Paul Keller bis 2007 ist online verfügbar sowie in den ihn ehrenden Artikeln von William B. Simmons und Pietro Vignola.
Paul Keller war mit Adelheid „Gini“ Keller (* 1940) verheiratet, nach der ebenfalls ein Mineral (Giniit) benannt ist.

## Ehrungen
- Ihm zu Ehren, „in recognition of his extensive contributions to mineralogy, especially the mineralogy of the secondary minerals from ore deposits“, benannten Pete J. Dunn, Joel D. Grice, Frederick J. Wicks und Robert A. Gault im Jahre 1988 ein auf Sammlungsmaterial aus Schneeberg in Sachsen neu entdecktes Bismut-Eisen-Phosphat als Paulkellerit.[45]
- Beim 6. Internationalen Symposium zu Granitpegmatiten (PEG 2013) wurde die Phosphate Theme Session François Fontan, André-Mathieu Fransolet und Paul Keller gewidmet.[43] Die drei Pegmatitforscher hatten in den 1980er und 1990er Jahren mehrere gemeinsame Arbeiten[46][47][48] veröffentlicht. Darunter befand sich auch ein umfangreicher Artikel über die Phosphatmineralvergesellschaftung des Tsaobismund-Pegmatits in Namibia.[39]
- Im April 2014 erschien ein Paul Keller (sowie François Fontan und André-Mathieu Fransolet) gewidmetes Sonderheft der Zeitschrift The Canadian Mineralogist mit dem Titel Pegmatitic Phosphate: A Tribute to François Fontan, André-Mathieu Fransolet, and Paul Keller.[44][49]

## Schriften (Auswahl)
- Paul Keller: Quantitative, röntgenographische Phasenanalyse verschiedener Rosttypen (Dissertation vom 16. Juni 1967). Technische Hochschule, Fakultät für Natur- u. Geisteswissenschaften, Stuttgart 1967 (Aus: Werkstoffe u. Korrosion Jg. 18, Heft 10, 1967).
- Paul Keller: Quantitative, röntgenographische Phasenanalyse verschiedener Rosttypen (Von der Technischen Hochschule Stuttgart zur Erlangung der Würde eines Doktors der Naturwissenschaften (Dr. rer. nat.) genehmigte Abhandlung). In: Werkstoffe und Korrosion (Materials and Corrosion). Band 18, Nr. 10, 1967, S. 865–878, doi:10.1002/maco.19670181002 (wiley.com [PDF; 1,6 MB; abgerufen am 15. August 2018]).
- Paul Keller: Die Kristallchemie der Phosphat- und Arsenatminerale unter besonderer Berücksichtigung der Kationen-Koordinationspolyeder und des Kristallwassers. Teil I: Die Anionen der Phosphat und Arsenatminerale. In: Neues Jahrbuch für Mineralogie, Monatshefte. Band 1971, Nr. 12, 1971, S. 491–510.
- Paul Keller: Die Kristallchemie der Phosphat- und Arsenatminerale unter besonderer Berücksichtigung der Kationen-Koordinationspolyeder und des Kristallwassers. Teil II: Die Kationen-Koordinationspolyeder und ihre Verknüpfung sowie eine neue Klassifikationsmöglichkeit. In: Neues Jahrbuch für Mineralogie, Abhandlungen. Band 117, Nr. 3, 1972, S. 217–252.
- Paul Keller: Die Kristallchemie der Phosphat- und Arsenatminerale unter besonderer Berücksichtigung der Kationen-Koordinationspolyeder und des Kristallwassers. Teil III: Der Ladungsausgleich von Liganden und Kationen-Koordinationspolyedern durch eine Deformation der Koordinationspolyeder und der Ladungsverteilung der Kationen. In: Neues Jahrbuch für Mineralogie, Abhandlungen. Band 119, Nr. 3, 1973, S. 310–334.
- Paul Keller: Die Kristallchemie der Phosphat- und Arsenatminerale unter besonderer Berücksichtigung der Kationen-Koordinationspolyeder und des Kristallwassers. Teil IV: Die Bedeutung der Wasserstoffbrückenbindungen für die Phosphat und Arsenatminerale. In: Neues Jahrbuch für Mineralogie, Abhandlungen. Band 120, Nr. 3, 1974, S. 229–269.
- Paul Keller: Tsumeb/Namibia – eine der spektakulärsten Mineralfundstellen der Erde. In: Lapis. Band 9, Nr. 7–8, 1984, S. 13–62.
- Paul Keller, Wolfgang Bartelke: Tsumeb! New minerals and their associations. In: The Mineralogical Record. Band 13, Nr. 3, 1982, S. 137–147.
- Paul Keller: Paragenesis: Assemblages, Sequences, Associations. In: The Mineralogical Record. Band 8, Nr. 3, 1977, S. 38–47.
- Paul Keller: The occurrence of Li-Fe-Mn phosphate minerals in granitic pegmatites of Namibia. In: Communications Geological Survey Namibia. Band 7, 1991, S. 21–35 (gov.na [PDF; 2,1 MB; abgerufen am 15. August 2018]).
- Gabi Schneider, Thomas Becker, Ludi von Bezing, Rolf Emmermann, Steven Frindt, Dougal Jerram, John Kandara, Paul Keller, John Kinahan, Jürgen Kirchner, Volker Lorenz, Volker Petzel, Martin Pickford, Dieter Plöthner, Herbert Roesener, Axel Schmitt, Brigitte Senut, Pete Siegfried, Bernd Teigler, John Ward, Markus Wigand: The Roadside Geology of Namibia (Sammlung Geologischer Führer, Vol. 97). 2. Auflage. Gebrüder Bornträger, Stuttgart 2008, ISBN 978-3-443-15084-6, S. 1–294 (Erstausgabe:  2003).